# Clathria toxifera
Clathria toxifera är en svampdjursart som först beskrevs av Jörn Hentschel 1912.  Clathria toxifera ingår i släktet Clathria och familjen Microcionidae. Inga underarter finns listade i Catalogue of Life.